# 球磨村
球磨村（くまむら）は、熊本県の南部にある村。球磨郡に属する。

## 地理

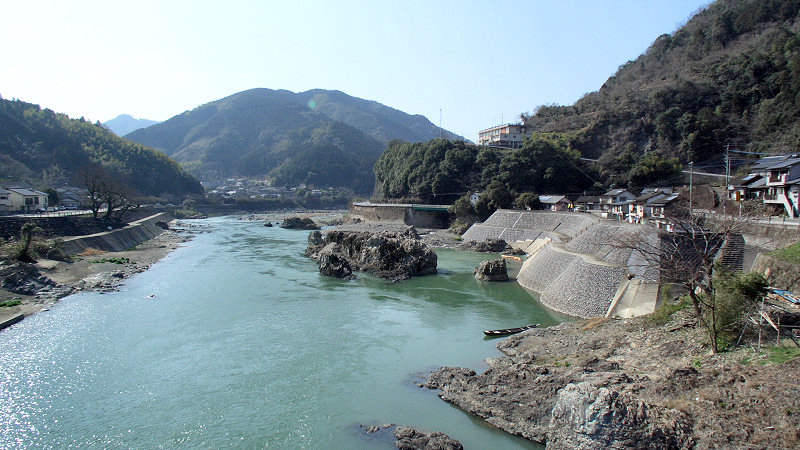
球磨川（一勝地駅付近）

熊本県の南部、熊本市から南へ約70kmの場所に位置する村。村域の約9割が山林で、球磨川が村内を東西に流れている。
- 山岳：国見山（一勝地、標高969m）[1]

### 地名
- 一勝地（旧一勝地村）
- 三ヶ浦（旧一勝地村）
- 大瀬（旧神瀬村）
- 神瀬（旧神瀬村）
- 渡（旧渡村）

## 行政
村長：松谷　浩一（まつたに　こういち）

### 隣接する市町村
- 熊本県
  - 八代市
  - 人吉市
  - 水俣市
  - 球磨郡山江村
  - 葦北郡芦北町
- 鹿児島県
  - 伊佐市

## 歴史
- 1954年4月1日 いわゆる昭和の大合併により、渡村、一勝地村、神瀬村が対等合併、球磨村が発足。
- 1965年6月30日 - 梅雨前線の活発化による集中豪雨で河川が氾濫。全壊・流出11戸、床上浸水92戸など被害多数。同年7月3日、災害救助法の適用を受ける[2]。
- 2013年10月4日 - 「日本で最も美しい村」連合への加盟が認定された。
- 2020年7月4日 - 令和2年7月豪雨により甚大な被害を受けた。

## 地域

### 人口
球磨村の人口は令和2年7月豪雨の影響により、2020年10月国勢調査による人口が2,438人と5年前の同調査による人口3,698人と比べて34.07%の減少となり、日本全国の市町村では最大の減少率となった。
| |                                        |  |
| 球磨村と全国の年齢別人口分布（2005年） | 球磨村の年齢・男女別人口分布（2005年） |  |
| ■紫色 ― 球磨村 ■緑色 ― 日本全国 | ■青色 ― 男性 ■赤色 ― 女性              |  |
| 球磨村（に相当する地域）の人口の推移 \| 1970年（昭和45年） \| 8,592人 \| \| \| 1975年（昭和50年） \| 7,717人 \| \| \| 1980年（昭和55年） \| 6,984人 \| \| \| 1985年（昭和60年） \| 6,726人 \| \| \| 1990年（平成2年） \| 6,150人 \| \| \| 1995年（平成7年） \| 5,665人 \| \| \| 2000年（平成12年） \| 5,201人 \| \| \| 2005年（平成17年） \| 4,786人 \| \| \| 2010年（平成22年） \| 4,249人 \| \| \| 2015年（平成27年） \| 3,698人 \| \| \| 2020年（令和2年） \| 2,433人 \| \| |                                        |  |
| 総務省統計局 国勢調査より |                                        |  |
| 1970年（昭和45年） | 8,592人                                |  |
| 1975年（昭和50年） | 7,717人                                |  |
| 1980年（昭和55年） | 6,984人                                |  |
| 1985年（昭和60年） | 6,726人                                |  |
| 1990年（平成2年） | 6,150人                                |  |
| 1995年（平成7年） | 5,665人                                |  |
| 2000年（平成12年） | 5,201人                                |  |
| 2005年（平成17年） | 4,786人                                |  |
| 2010年（平成22年） | 4,249人                                |  |
| 2015年（平成27年） | 3,698人                                |  |
| 2020年（令和2年） | 2,433人                                |  |

### 教育

#### 義務教育学校
村立
- 球磨清流学園

## 交通
空港は鹿児島空港が最寄り。

### 鉄道
中心となる駅：一勝地駅
- 九州旅客鉄道（JR九州）

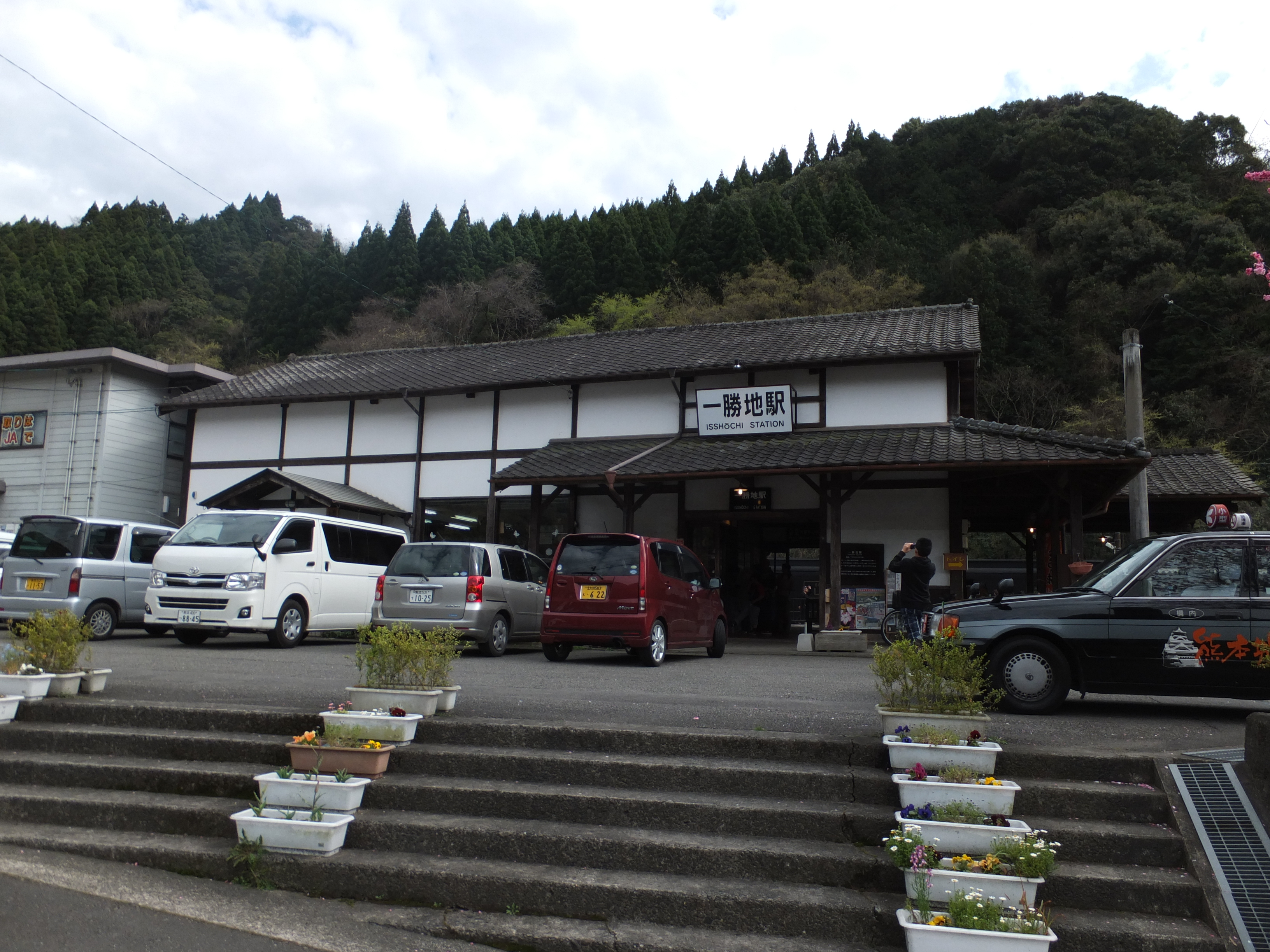
一勝地駅

  - 肥薩線：球泉洞駅 - 一勝地駅 - 那良口駅 - 渡駅

※令和2年7月豪雨の影響により村内全区間が不通となっており、正規のバス代行輸送も実施されていない。一勝地駅・渡駅と人吉駅を結ぶ代行タクシーはあるが平日の朝夕各1往復のみの運行である。

### 路線バス
- 産交バス - 村内で1路線を運行する。
  - 神瀬福祉センターたかおと前 - 球泉洞前 - 球磨村役場 - 一勝地駅 - 石水寺入口
- 球磨村福祉バス

石水寺入口は人吉市・球磨村境界付近の人吉市側にある。石水寺入口にて人吉市中心部方面へのバスに乗り継ぐことは可能であるが、これ以外に他市町村とを結ぶバス路線はない。

### 道路
国道および主要地方道
- 国道219号
- 熊本県道15号人吉水俣線
- 熊本県道27号芦北球磨線

村内にはいかなる形態の高速道路も通っていない。最寄りのインターチェンジは九州自動車道人吉ICもしくは南九州自動車道芦北IC。

## 観光スポット

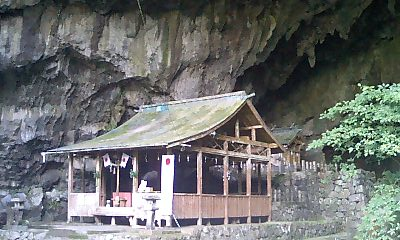
熊野座神社

- 球泉洞 - 総延長4800mを誇る日本でも屈指の巨大な鍾乳洞。一般向けコースと探検コースがある。
- 球泉洞森林館（エジソンミュージアム） - 森林に関する資料や発明王トーマス・エジソンにまつわる展示品がある。
- 球磨川下り - 日本三大急流を下る。人吉 - 渡、渡発船場 - 球泉洞下の2コースがある。近年では、ラフティングも人気急上昇中である。
- 神瀬石灰洞窟・熊野座神社 - 国名勝。九州の名水百選・熊本県名水百選の「長命水」で有名。縁結びや安産にご利益があるとされる。
- 柴立姫神社 - 父娘の悲しい伝説がある。子宝、安産、婦人病などにご利益があると有名。

## 出身者
- 川野純治（政治家）